# 大阪市立佃南小学校
大阪市立佃南小学校（おおさかしりつ つくだみなみしょうがっこう）は、大阪府大阪市西淀川区にあった公立小学校。

## 概要
西淀川区佃地区は、1930年代頃から1970年代頃にかけては工業地帯だった。しかし1970年代以降大規模工場が郊外に移転し、跡地に高層マンションが建設されるようになった。このため地域人口の増加が目立つようになった。
これに伴い従来の大阪市立佃西小学校の児童数が増加したため、佃西小学校の校区を分離する形で1990年に開校した。学校敷地は工場の資材置き場跡地を転用している。
佃南小学校の位置は、地理的には佃西小学校の西側に位置するが、校名の「南」には「明るくあたたかく」という願いが込められている。
校区は古くからの住宅地と中小工場、高層マンションが混在する地域となっている。
児童数の減少により、2020年に佃西小学校へ統合され、30年の歴史に幕を閉じた。

## 沿革
- 1990年4月1日 - 大阪市立佃南小学校として開校。
- 1991年2月 - 校歌制定。
- 1995年1月17日 - 阪神・淡路大震災で被災。運動場が液状化現象の被害を受ける。
- 2020年3月31日 - 閉校。大阪市立佃西小学校へ統合。

## 通学区域
- 大阪市西淀川区 佃3丁目19番の一部、佃3丁目20番、佃4-7丁目。

卒業生は基本的に大阪市立佃中学校に進学していた。

## 交通
- 阪神本線 千船駅 北西へ約1km。
- 阪神なんば線 出来島駅 北へ約1.1km。
- 大阪シティバス 佃5丁目バス停 北へ約300m。